# Shinkyō
Le Shinkyō (神橋, litt. « pont sacré ») est un pont du Japon situé dans la ville de Nikkō (préfecture de Tochigi), sur l'île d'Honshū.

## Géographie
Le Shinkyō est situé dans le sud de la ville de Nikkō, environ 10 km à l'est du lac Chūzenji, source de la rivière Daiya qui traverse Nikkō d'est en ouest et se jette dans la rivière Kinu au sud-est de la ville.
C'est un pont en bois laqué d'une longueur de 28 m, d'une largeur de 7,4 m et s'élevant d'environ 10,6 m au-dessus de la rivière qu'il enjambe.

## Toponymie
Le Shinkyō doit son nom de « pont sacré », au fait qu'il marque l'entrée dans l'enceinte du sanctuaire Futarasan, lieu saint du shintō, et que, durant l'époque d'Edo, sa traversée était réservée au shogun et aux messagers de la cour impériale.

## Histoire

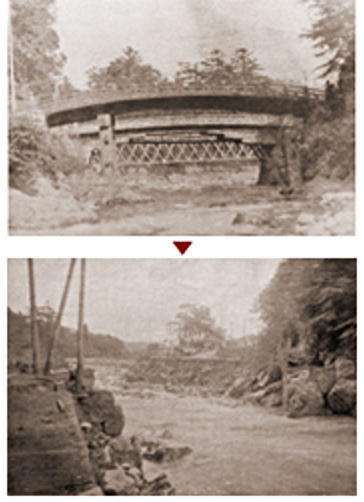
Le Shinkyō détruit en 1902.

Selon des documents historiques, une structure formant un pont-levis existe à l'époque de Muromachi (1336-1573). Elle est remodelée en 1636 pour donner forme à un pont à poutres dont la traversée est réservée au shogun et à sa suite.
En 1902, une crue de la rivière Daiya provoque une inondation qui détruit le Shinkyō. Le pont est reconstruit en 1904.
Depuis 1973, le pont est ouvert à la circulation piétonne.

## Légende
Une légende rapporte qu'en 766, lorsque Shōdō Shōnin (735-817), un moine bouddhiste de l'école Kegon, vint propager le bouddhisme dans la région du mont Nantai, la traversée de la rivière Daiya lui fut rendue impossible par le tumulte des flots. Bloqué sur la rive droite de la rivière avec ses disciples, il se mit à invoquer les dieux. Le gardien des eaux : Jinja Daishō, apparut accompagné de deux serpents géants. Au signal de leur maître, les deux reptiles s'enroulèrent l'un autour de l'autre, formant un pont reliant les deux rives de la rivière, et, sur leurs corps glissants, des épis de laîches se mirent à pousser. Shōdō et ses disciples purent ainsi atteindre la rive gauche de la rivière Daiya et poursuivre leur chemin en direction du mont Nantai.
Le pont légendaire, appelé pont Serpents de laîches sauvages (山菅の蛇橋, Yamasuge no Jabashi), marque, dans le temps et l'espace, l'arrivée de Shōdō Shōnin et donc du bouddhisme aux abords du mont Nantai, un territoire déjà sacré du shintō.

## Bien culturel
Ce pont de bois, orné de giboshi, est inscrit sur la liste officielle des trésors nationaux du Japon depuis 1944.
Depuis 1999, avec d'autres bâtiments appartenant au sanctuaire Futarasan, le Shinkyō est inscrit au patrimoine mondial de l'humanité.

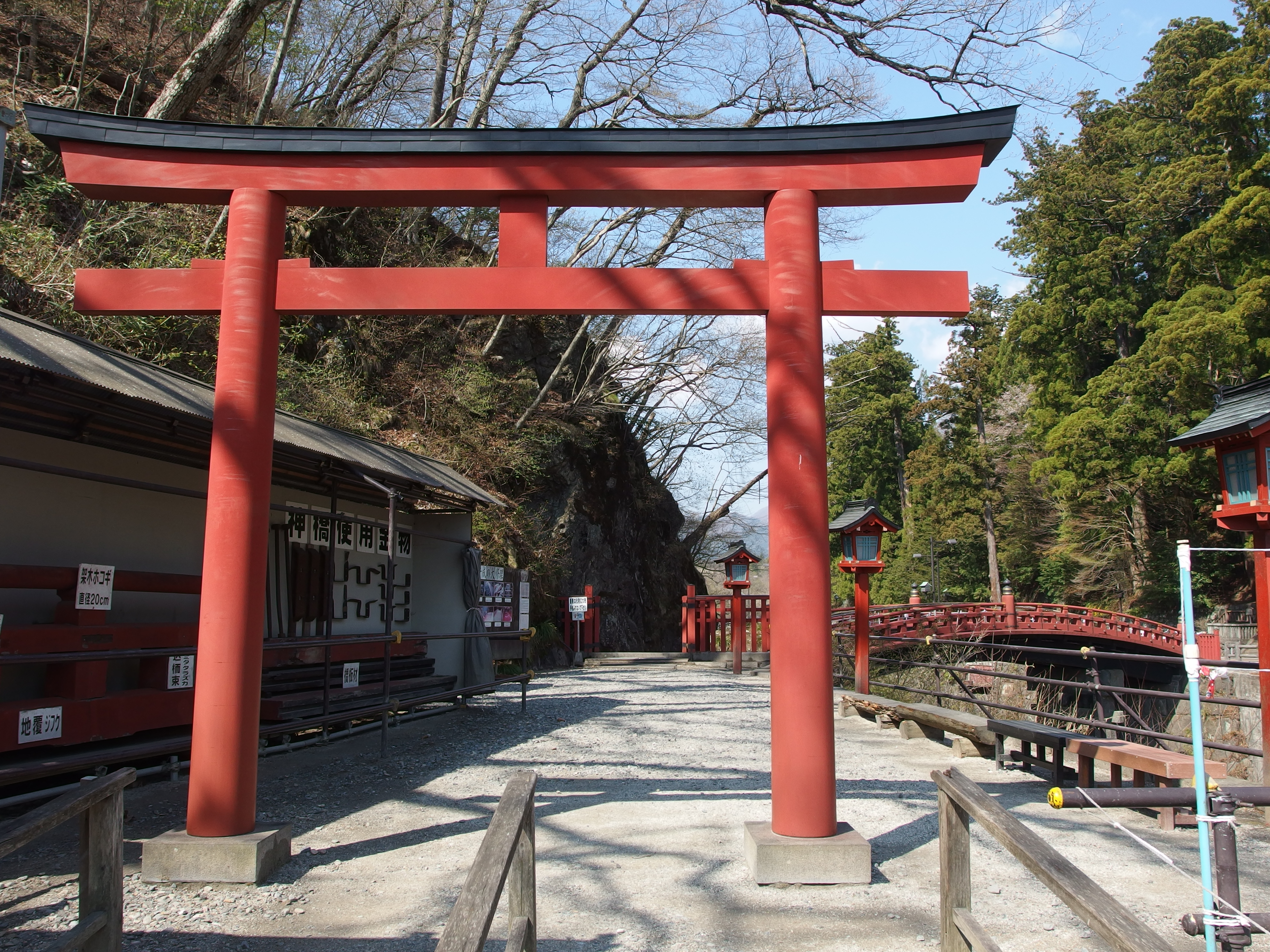
Torii marquant l'entrée du Futarasan-jinja.
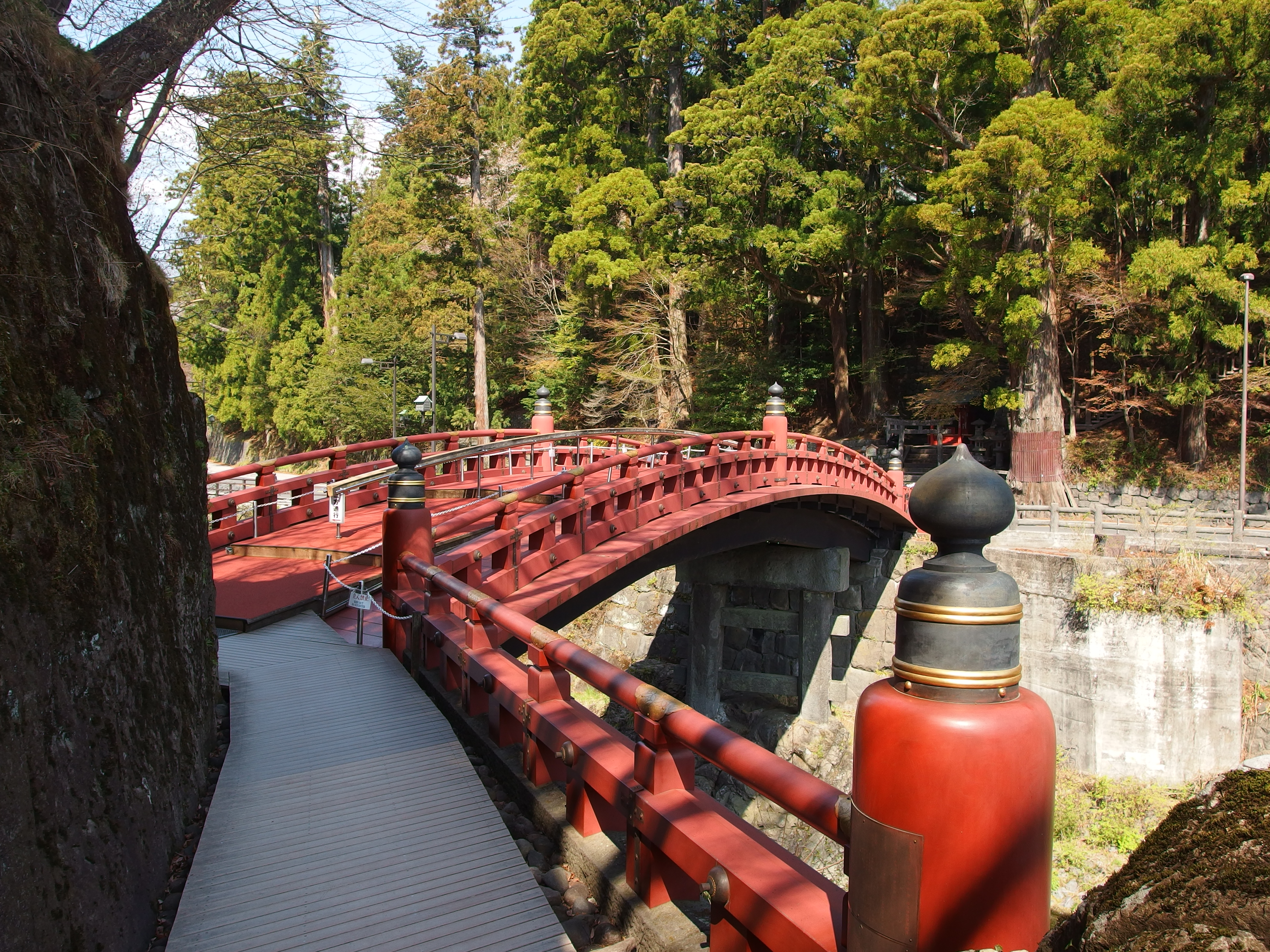
Vue du Shinkyō.